# From Hell to Heaven
From Hell to Heaven è un film del 1933 diretto da Erle C. Kenton. Tratto dal lavoro teatrale di Lawrence Hazard, è interpretato da Carole Lombard, Jack Oakie, Adrienne Ames e David Manners.
Prodotto e distribuito dalla Paramount Pictures, il film uscì nelle sale il 24 febbraio 1933.